# 21 Savage
21 Savage, pseudonimo di Shéyaa Bin Abraham-Joseph (Londra, 22 ottobre 1992), è un rapper e produttore discografico britannico, attivo negli Stati Uniti.
Attira l'attenzione nell'area metropolitana di Atlanta con il suo mixtape The Slaughter Tape del 2015, prima di raggiungere l'attenzione a livello nazionale con l'album collaborativo Savage Mode con Metro Boomin con singoli di successo come No Heart e X, così come la sua partecipazione nel singolo Sneakin' di Drake del 2016.
Abraham-Joseph incide il suo album di debutto Issa Album in studio il 7 luglio 2017. L'album debutta alla seconda posizione della Billboard 200 e il singolo Bank Account è invece la prima canzone di 21 Savage ad entrare nella top 20 della Billboard Hot 100. Raggiunge la prima posizione alla fine del 2017 con il singolo Rockstar di Post Malone, che viene nominato in due categorie al 61º Grammy Awards. Il 31 ottobre 2017 pubblica l'album collaborativo Without Warning, insieme a Offset e Metro Boomin. Nel dicembre 2018, pubblica il suo secondo album in studio I Am > I Was, che debutta alla prima posizione della Billboard 200 e vi rimane per due settimane consecutive. Dall'album viene estratto il singolo A Lot, una collaborazione con J. Cole, che vince il Grammy Award alla miglior canzone rap nel 2020. A ottobre dello stesso anno, pubblica la seconda delle collaborazioni con Metro Boomin, Savage Mode II, di cui viene distribuita una versione chopped and screwed alcune settimane dopo l'uscita. Per la seconda volta nella sua carriera, vede il suo album debuttare alla prima posizione della Billboard 200. Poco dopo l'uscita del featuring con Drake Jimmy Cooks, debuttato al primo posto della Hot 100, nel novembre 2022 i due pubblicaro l'album collaborativo Her Loss, che debutta in cima alla Billboard 200. Il 12 gennaio 2024 pubblica l'album American Dream, diventato il suo quarto progetto a raggiungere l'apice della Billboard 200.
Il 3 febbraio 2019 Abraham-Joseph viene arrestato dall'Immigration and Customs Enforcement (ICE), perché cittadino del Regno Unito, entrato negli Stati Uniti nel luglio 2005, con un visto scaduto nel luglio 2006. Nell'ottobre 2023 ottiene il permesso di soggiorno permanente negli Stati Uniti che gli permette il 7 ottobre di uscire dai confini americani per la prima volta dopo 21 anni ed esibirsi a Toronto insieme a Drake.

## Biografia
Shéyaa Bin Abraham-Joseph nasce a Londra, nel quartiere di Plaistow del borgo di Newham. Figlio di Heather Carmillia Joseph, di origine dominicense, e Kevin Cornelius Emmons, di origine sanvincentina. Essi si separano quando Abraham-Joseph è ancora piccolo, motivo per cui viene cresciuto dalla madre, insieme a quattro fratelli e sei sorelle. Nel 2000 la famiglia si trasferisce negli Stati Uniti, ad Atlanta, in Georgia, ma nel giugno 2005 fanno ritorno in Inghilterra per il funerale di uno zio e a luglio la famiglia ritorna negli States. Sua madre inizia una relazione con il dottor Amsu Anpu, un endocrinologo ed espatriato britannico, con il quale ebbe più figli. Ha avuto un fratello, Quantivayous ("Tay-Man"), che è morto in una sparatoria dopo un affare di droga finito male. Il padre di Abraham-Joseph, vive ancora a Londra con 2 figlie, Kayra e Jayda, e lavora per il Westminster City Council.
In seconda media, Abraham-Joseph, viene espulso in modo permanente da ogni scuola nel distretto scolastico della contea di DeKalb, a causa di possesso d'arma da fuoco. Ciò lo porta a iniziare a frequentare le scuole dell'area metropolitana di Atlanta, prima di essere inviato in un centro di detenzione giovanile. Dopo essere stato rilasciato dal centro di detenzione, completa la terza media con un programma alternativo, per poi terminare un semestre di liceo, ritirandosi nel suo anno da matricola a seguito di molteplici mancanze, per le quali Abraham-Joseph ha affermato di essere "esausto".
Dopo essere uscito, Abraham-Joseph si unisce a una banda di strada affiliata alla più ampia gang dei Bloods e diventa spacciatore a tempo pieno, vendendo principalmente cannabis. Prende parte regolarmente anche ad altre attività criminali tra cui rapine e furti d'auto, anche se viene arrestato solo una volta dopo aver trovato merce di contrabbando nell'auto che stava guidando. Nel 2011, quando Abraham-Joseph ha 19 anni, perde il suo braccio destro Larry durante una sparatoria. Nel 2013, per il suo 21º compleanno, Abraham-Joseph viene colpito da sei proiettili sparati dai membri di una gang rivale e il suo migliore amico Johnny perde la vita nella sparatoria.

### Gli inizi (2014–2015)
Dopo la morte del suo amico in una sparatoria per il suo 21º compleanno, Abraham-Joseph inizia a rappare, nominandosi 21 per via di quanto accaduto durante il suo compleanno e Savage che proviene da Instagram. La sua carriera musicale è originariamente finanziata dallo zio del suo defunto amico, che gli dà i soldi per lo studio nel 2013. Il 12 novembre 2014 pubblica il singolo di debutto, Picky, prodotto da DJ Plugg. In seguito è incluso nel suo mixtape di debutto The Slaughter Tape, pubblicato il 25 maggio 2015. L'uscita rende quello che l'intervista definisce come un "eroe underground di Atlanta".
Il 2 luglio 2015, 21 Savage pubblica un EP collaborativo chiamato Free Guwop, con Sonny Digital. È un tributo al collega rapper e sua maggiore influenza Gucci Mane. Il 1º dicembre 2015, Abraham-Joseph pubblica il suo secondo mixtape Slaughter King.

### Savage Mode,Issa AlbumeWithout Warning(2016–2017)
Nel giugno 2016, Abraham-Joseph è nominato come "Freshman Class" del 2016 secondo la rivista XXL. Il 15 luglio 2016, Abraham-Joseph pubblica il suo EP Savage Mode insieme al produttore discografico Metro Boomin di Atlanta. L'EP ottiene successo internazionali e raggiunge la posizione numero 23 della Billboard 200, diventando il loro EP più alto in classifica. 21 Savage ottiene anche copertina del magazine Fader. Il suo singolo X con Future è confermato da Billboard come disco di platino negli Stati Uniti. Il 18 gennaio 2017, Abraham-Joseph annuncia di aver firmato con la Epic Records.
Nel 2017, il suo album di debutto in studio Issa Album raggiunge la seconda posizione nella classifica Billboard 200 degli Stati Uniti. Il singolo principale Bank Account è inserito tra i primi 20 sulla Billboard Hot 100. Più tardi nello stesso anno compare nel singolo Rockstar di Post Malone, che ottiene il primo posto nella classifica Billboard Hot 100, battendo diversi altri record. Sempre nel 2017 uscirà l'album collaborativo Without Warning insieme al rapper statunitense Offset e al DJ statunitense Metro Boomin.

### I Am > I Was, Savage Mode 2(2018–presente)

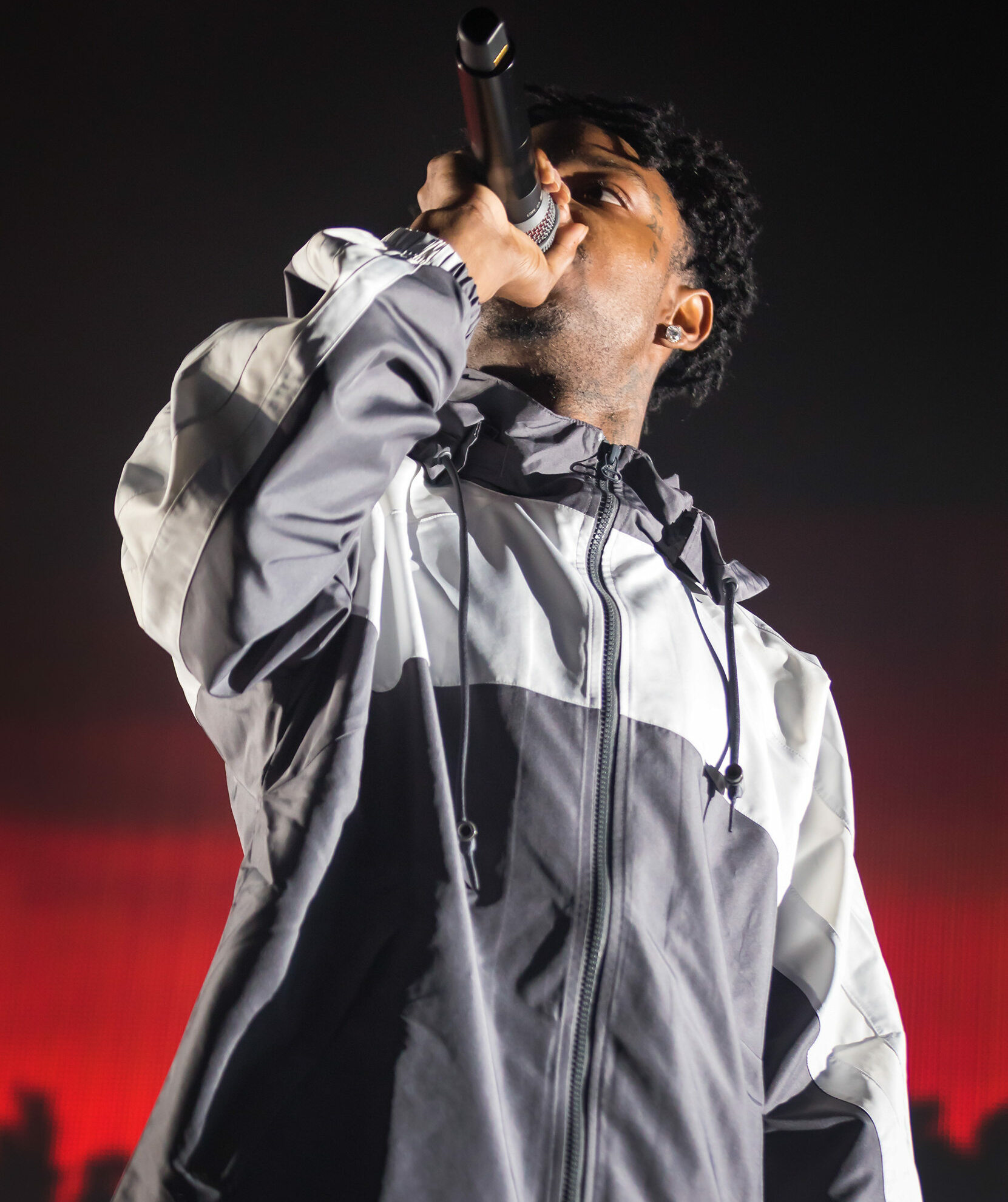
21 Savage in Texas il 26 giugno 2018

Nell'aprile 2018, Abraham-Joseph fa un'apparizione nell'extended play Hear No Evil di Young Thug, insieme ai colleghi rapper Nicki Minaj e Lil Uzi Vert. Più tardi compare anche nel singolo Outstanding di SahBabii. Il 21 marzo appare nel singolo Rover 2.0, che fa parte del mixtape Simi di BlocBoy JB. Nel mese successivo è in Clout di Ty Dolla Sign, che fa parte dell'edizione deluxe di Beach House 3.
Il 31 ottobre 2018, Abraham-Joseph pubblica sul suo Instagram l'immagine di un uomo in silhouette che salta in aria a causa di una grande esplosione, taggando anche Metro Boomin nel post. Per questo motivo, alcuni hanno ipotizzato che fosse un sequel dell'album Without Warning del 2017. Tuttavia, si è rivelato essere la copertina del primo album da solista di Metro Boomin, Not All Heroes Wear Capes.
Il 6 dicembre 2018, Abraham-Joseph pubblica su Instagram la copertina del nuovo album chiamato I Am > I Was, che rappresenta un'immagine sfocata di sé stesso, una didascalia e delle emoji di capre. Il giorno dopo, Abraham-Joseph si scusa sui social network di aver apparentemente "dimenticato" di pubblicare l'album, annunciando una nuova data di pubblicazione prevista per il 21 dicembre 2018. La track-list è divulgata dal produttore discografico Louis Bell tramite la sua storia su Instagram il 13 dicembre 2018.
21 Savage pubblica il suo secondo album in studio I Am> I Was il 21 dicembre 2018 con i featuring di Travis Scott, Post Malone, Childish Gambino, Offset, J. Cole, Gunna, Lil Baby, Project Pat e Schoolboy Q. Tuttavia, nessuno di questi artisti sono accreditati nell'album. I Am > I Was esordisce alla prima posizione della Billboard 200 statunitense, guadagnando 131 000 unità equivalenti all'album (incluse 18 000 vendite di album). Questo è il primo album di Abraham-Joseph a raggiungere la prima posizione negli Stati Uniti.
Nel 2019, 21 Savage pubblica il singolo Immortal. Nel febbraio 2020, 21 Savage e il collaboratore di lunga data Metro Boomin accennano alla pubblicazione di un sequel dell'EP Savage Mode chiamato Savage Mode 2. Il 29 settembre 2020 21 Savage pubblica un teaser trailer, diretto da Gibson Hazard con la voce fuori campo di Morgan Freeman, in cui annuncia l'uscita di Savage Mode 2. L'album esce il 2 ottobre 2020.
Nel 2022 pubblica in collaborazione con Drake l'album "Her Loss", che debutta al primo posto nella Billboard Hot 200.
Nel 2024 pubblica l'album "American dream", che debutta anch'esso al primo posto nella Billboard Hot 200. American dream rappresenta una evoluzione nelle sonorità di 21 Savage, che, pur sempre rifacendosi principalmente alla musica trap, crea anche brani con sfumature R&B, ed in generale con testi più personali.

## Stile musicale
Nominato come "uno degli ultimi negri di strada rimasti a fare musica" dal frequente collaboratore nonché migliore amico Metro Boomin, la musica di Abraham-Joseph è fortemente autobiografica con particolare enfasi sugli aspetti violenti e criminali del suo passato, tra cui omicidi e spaccio di droga.

## Controversie
Nel 2018, 21 Savage riferisce di aver iniziato un movimento chiamato "Guns Down, Paintballs Up" con lo scopo di ridurre la violenza armata. Il capo del dipartimento di polizia di Detroit, James Craig, ha descritto il movimento come "ben intenzionato, tuttavia, sbagliato". Il movimento è stato collegato a diversi casi di reati contro la proprietà e omicidi. Savage non ha commentato la questione, anche se ha pagato per il funerale di un bambino di 3 anni che è stato ucciso in un incidente correlato.
La polemica emerge dopo che Abraham-Joseph tira fuori un'arma da fuoco durante una festa in piscina l'11 giugno 2018. Abraham-Joseph aveva ricevuto l'arma da un amico dopo aver visto un membro di una crew avversaria estrarre una pistola.
Il brano ASMR del secondo album in studio I Am> I Was di 21 Savage, ha causato polemiche a causa dei suoi testi. Infatti, il testo "Stiamo guadagnando quel denaro ebraico, tutto è kosher" venne messo sotto accusa a causa di perpetui stereotipi ebraici negativi sorti quando LeBron James condivide una storia su Instagram citando ASMR. Abraham-Joseph in seguito si è scusato su Twitter affermando: "Il popolo ebraico che conosco è molto saggio con i soldi, ecco perché ho detto che stiamo guadagnando denaro ebraico. Non avrei mai pensato che qualcuno si sarebbe offeso, mi dispiace se ho offeso tutti, mai mia intenzione - amo tutte le persone".

### Procedimenti giudiziari
Abraham-Joseph viene giudicato colpevole di reati per droga nell'ottobre 2014 nella Contea di Fulton, in Georgia.
Il 3 febbraio 2019, Abraham-Joseph viene preso in custodia dalla Immigration and Customs Enforcement (ICE) dopo essere stato fermato in un veicolo insieme al rapper americano Young Nudy, che è stato preso di mira in un'operazione con accuse non correlate. L'ICE accusa Abraham-Joseph di essere un cittadino britannico che vive negli Stati Uniti illegalmente da quando il suo visto di non immigrazione è scaduto nel luglio 2006. Il rapper viene assistito da legali pagati da Jay-Z. Prima di ciò, Abraham-Joseph era comunemente ritenuto originario dell'area di Atlanta. In un'intervista con Seth Rogen dell'aprile 2018 era stato riportato che il luogo di nascita del rapper era Atlanta, Georgia.
Un portavoce dell'ICE ha detto di Abraham-Joseph che: "La sua intera personalità pubblica è falsa: in realtà è venuto negli Stati Uniti dal Regno Unito da adolescente e il suo visto è scaduto". Da allora è emerso un certificato di nascita che mostra come Abraham-Joseph sia nato a Newham, Londra. Tuttavia, il suo avvocato afferma che Abraham-Joseph non aveva tentato di nasconderlo e che il Dipartimento della sicurezza interna degli Stati Uniti d'America era consapevole che avesse fatto domanda per un visto U nel 2017.

## Vita privata
Abraham-Joseph pratica la religione africana Ifá. Nell'estate del 2017, inizia a frequentare la modella Amber Rose. A partire dal marzo 2018, la coppia si separa.
Ha anche tre figli: due bambini e una bambina. Raramente parla di loro, tuttavia a volte pubblica delle loro foto sul suo Instagram.

## Filantropia
Nel marzo 2018, Abraham-Joseph annuncia la creazione della 21 Savage Bank Account Campaign (dal nome del suo singolo Bank Account) al The Ellen DeGeneres Show. Inoltre annuncia la donazione di 21 000 dollari per la causa. Abraham-Joseph ha dichiarato: "Ho iniziato la 21 Savage Bank Account Campaign per aiutare i bambini a imparare come risparmiare denaro e fare soldi e aprire conti bancari per bambini". Agli inizi di agosto 2016, 2017 e 2018, Abraham-Joseph ospita l'Issa Back to School Drive (dal nome del suo album Issa Album) nel suo quartiere di casa ad Atlanta, in Georgia, dove offre tagli di capelli, acconciature, forniture e uniformi scolastiche gratuitamente. Nel luglio 2018, Abraham-Joseph dona 10.000 dollari alla Continental Colony Elementary School di Atlanta per finanziare una campagna antibullismo.

## Discografia
- 2017 – Issa Album
- 2018 – I Am > I Was
- 2024 – American Dream

### Album collaborativi
- 2017 – Without Warning (con Offset & Metro Boomin)
- 2020 – Savage Mode II (con Metro Boomin)
- 2022 – Her Loss (con Drake)

### Colonne sonore
- Spiral - L'eredità di Saw (Spiral: From the Book of Saw), regia di Darren Lynn Bousman (2021)

## Riconoscimenti
- 2017 – BET Awards
  - Candidatura per Miglior nuovo artista[86]
- 2017 – Streamy Awards
  - Candidatura per Artista rivoluzionario[87]
- 2018 – iHeartRadio Music Awards
  - Candidatura per Miglior nuovo artista Hip-Hop[88]
  - Candidatura per Canzone Hip-Hop dell'anno per Rockstar[88]
- 2018 - Billboard Music Awards
  - Candidatura per la categoria Top New Artist[89]
  - Candidatura per la categoria Top Hot 100 Song per Rockstar[89]
  - Candidatura per la categoria Top Streaming Song (Audio) per Rockstar[89]
  - Candidatura per la categoria Top Collaboration per Rockstar[89]
  - Miglior canzone rap per Rockstar[89]
- 2018 – American Music Award
  - Candidatura per la Canzone Rap/Hip-Hop preferita per Rockstar[90]
  - Candidatura per la Collaborazione dell'anno per Rockstar[90]
- 2018 – MTV Europe Music Awards
  - Candidatura per la Miglior canzone per Rockstar[91]
- 2018 – MTV Video Music Awards
  - Canzone dell'anno per Rockstar[92]
  - Candidatura per il miglior video hip-hop per Bartier Cardi[92]
- 2018 - BET Awards
  - Candidatura per la Miglior collaborazione per Bartier Cardi[93]
- 2018 – BET Hip Hop Awards
  - Candidatura per la categoria Sweet 16 per Bartier Cardi[94]
  - Candidatura per la miglior collaborazione, duo o gruppo per Ric Flair Drip[94]
- 2019 – Grammy Award
  - Candidatura per la registrazione dell'anno per Rockstar[95]
  - Candidatura per la miglior collaborazione con un artista rap per Rockstar[95]